# John Thomas McNally
John Thomas McNally (* 24. Juni 1871 in Hope River, Prince Edward Island, Kanada; † 18. November 1952) war ein kanadischer Geistlicher und römisch-katholischer Erzbischof von Halifax.

## Leben
John Thomas McNally empfing am 4. April 1896 das Sakrament der Priesterweihe.
Am 4. April 1913 ernannte ihn Papst Pius X. zum ersten Bischof von Calgary. Der emeritierte Apostolische Delegat in den USA, Diomede Kardinal Falconio OFM, spendete ihm am 1. Juni desselben Jahres die Bischofsweihe; Mitkonsekratoren waren der Bischof von Valleyfield, Joseph-Médard Émard, und der Bischof von Dunkeld, Robert Fraser.
Papst Pius XI. bestellte ihn am 12. August 1924 zum Bischof von Hamilton. Die Amtseinführung erfolgte am 26. November desselben Jahres. Am 17. Februar 1937 wurde John Thomas McNally Erzbischof von Halifax.